# Herbert Rosendorfer
Herbert Rosendorfer (Bolzano, 19 de febrero de 1934 - Bolzano, 20 de septiembre de 2012) fue un jurista y escritor alemán de origen altoatesino.

## Biografía
Nace en Italia, pero en 1939 se muda a Múnich, donde vive hasta 1943.
Ha ganado numerosos premios literarios, entre los cuales cabe destacar el Premio Tucán.
Rosendorfer es un crítico empedernido de la reforma de la ortografía alemana de 1996. 

## Obras
- Der Bettler vor dem Café Hippodrom
- Die Glasglocke, Zürich 1966
- Oberbayern, östlicher Teil, Colonia 1967
- Bayreuth für Anfänger, Zürich 1969 (unter dem Pseudonym Vibber Tøgesen)
- Der Ruinenbaumeister, Zürich 1969
- Der stillgelegte Mensch, Zürich 1970
- Scheiblgrieß, Zürich 1970
- Die Legende vom heiligen Amyntias von Segesta, der die Versuchung überwunden hatte, Berlín 1970 (zusammen mit Peter Schwandt)
- Aechtes Münchner Olympiabuch. Eine Einführung in das Wesen der Olympiastadt und den Geist ihrer Bewohner, einschließlich der Beschreibung aller bayrischen Sportarten, die bei den Olympischen Spielen fehlen, Múnich 1971
- Über das Küssen der Erde, Zürich 1971
- Deutsche Suite, Zürich 1972
- Herbstliche Verwandlungen, Múnich, 1972
- Großes Solo für Anton, Zürich 1976
- Skaumo, Zürich 1976
- Stephanie und das vorige Leben, Hamburgo 1977
- Der Prinz von Homburg oder der Landgraf mit dem silbernen Bein, Múnich 1978
- Eichkatzelried, Múnich 1979
- Das Messingherz, Múnich 1979
- Ball bei Thod, Múnich 1980
- Ballmanns Leiden oder Lehrbuch für Konkursrecht, Múnich 1981
- Vorstadt-Miniaturen, gefolgt von "Der Basilisk", Múnich 1982
- Das Zwergenschloss und sieben andere Erzählungen, Múnich 1982
- Die Herberge zum irdischen Paradies, Múnich 1982
- Steinbichler Geschichten, Salzburgo [u.a.], 1983
- Der Traum des Intendanten, Múnich 1984
- Königlich bayerisches Sportbrevier, Múnich 1984 (zusammen mit Ludwig Merkle, Neuauflage von Aechtes Münchner Olympiabuch
- Merkwürdige Begebenheiten, Weilheim 1984
- Herkulesbad, Múnich 1985
- Die Frau seines Lebens und andere Geschichten, Múnich 1985
- Briefe in die chinesische Vergangenheit, Múnich 1985
- Oh Tyrol oder Der letzte auf der Säule, Múnich 1985
- Der Untermieter, Múnich ca. 1985
- Die Kellnerin Anni, Múnich 1985
- Vier Jahreszeiten im Yrwental, Múnich 1986
- Die bayerische Götterdämmerung, Múnich 1986 (mit Jean-Marie Bottequin)
- Das Gespenst der Krokodile und Über das Küssen der Erde, Múnich 1987
- … ich geh zu Fuß nach Bozen und andere persönliche Geschichten, Múnich 1988
- Die Nacht der Amazonen, Colonia 1989
- Don Ottavio erinnert sich, Kassel [u.a.] 1989
- Die angebliche Adoption des Augustus durch Cäsar, Stuttgart 1990
- Rom, Köln 1990
- Mitteilungen aus dem poetischen Chaos, Colonia 1991
- Die goldenen Heiligen oder Columbus entdeckt Europa, Colonia 1992
- Vatikanische und andere Idyllen, Bozen 1992
- Rom, Múnich 1993
- Venedig, Colonia 1993
- Die Erfindung des SommerWinters, Múnich 1994
- Große Prosa, Múnich 1994
- Ein Liebhaber ungerader Zahlen, Colonia 1994
- Papiere von gestern, Pfaffenhofen, 1995
- Absterbende Gemütlichkeit, Colonia 1996
- Das selbstfahrende Bett, Colonia 1996
- Die große Umwendung, Colonia 1997
- Aus der Pfanne des Weltgeistes, Bozen 1997
- Ungeplante Abgänge, Colonia 1998
- Autobiographisches, Múnich 1998
- Die junge Maria Stuart, Stuttgart 1998
- Der Rembrandt-Verbesserer, Múnich 1998
- Deutsche Geschichte, Múnich
  - 1. Von den Anfängen bis zum Wormser Konkordat, 1998
  - 2. Von der Stauferzeit bis zu König Wenzel dem Faulen, 2001
  - 3. Vom Morgendämmern der Neuzeit bis zu den Bauernkriegen, 2002
  - 4. Der Dreißigjährige Krieg, 2004
  - 5. Das Jahrhundert des Prinzen Eugen, 2006
- Kirchenführer Rom, Berlín 1999
- Die Schönschreibübungen des Gilbert Hasdrubal Koch, Colonia 1999
- Der China-Schmitt, Colonia 1999
- Die besten Geschichten, Múnich 1999
- Familiengeschichten, Múnich [u.a.] 1999
- Zwei Scherzos, Stuttgart 2000
- Die Erscheinung im Weißen Hotel, Colonia 2000 (mit Fabius von Gugel)
- O sole mio oder warum die Drei Tenöre immer noch singen, Zürich 2000 (mit Luis Murschetz)
- Fiederer und Rosendorfer im Orphée, Regensburg 2000 (mit Georg Fiederer)
- Kadon, ehemaliger Gott, Colonia 2001
- Die Schönen des Waldes, Múnich 2001
- Gemalte Post, Múnich 2001 (zusammen mit C. A. Wasserburger und Alois Martin)
- Der ewige Wagner.Der gestrandete Holländer", Bamberg 2001
- Die Kellnerin Anni, Múnich 2002 (auch als Hörbuch)
- Annäherung an die Wahrheit, Brixen 2002
- Salzburg für Anfänger, Múnich 2003
- Die Gespensterrepublik oder Drei Tage auf dem Heiligen Berg Athos, Bozen 2003
- Die Donnerstage des Oberstaatsanwalts, Múnich 2004
- Der Hilfskoch oder wie ich beinahe Schriftsteller wurde, Múnich 2005
- Amadeus und Pauline, Múnich 2006 (zusammen mit Julia Andreae und Iris Wolfermann)
- Monolog in Schwarz und andere dunkle Erzählungen, Múnich 2007

- Compilaciones, Múnich
  - Bd. 1. Das Messingherz oder die kurzen Beine der Wahrheit, 1988
  - Bd. 2. Skaumo. Schelmenlied, 1989
  - Bd. 3. Der Prinz von Homburg, 1989
  - Bd. 4. Deutsche Suite, 1992
  - Bd. 5. Der Ruinenbaumeister, 1992